# Otto Nollau
Otto Nollau (* 12. September 1862 in Gnesen; † 8. April 1922 in Dresden) war ein deutscher Jurist und Politiker.

## Leben
Als Sohn eines Geheimen Rates und Landrats geboren, studierte Nollau Rechtswissenschaften, Nationalökonomie und Staatswissenschaft in Berlin, Leipzig und Bonn. Während seines Studiums wurde er Mitglied der Burschenschaft Alemannia Bonn. Nach seinen Examen 1886 und 1892 wurde er 1895 Leiter der Finanzabteilung der königlichen Regierung in Köln und 1898 juristischer Beigeordneter in Remscheid. Von 1899 bis 1910 war er Bürgermeister bzw. ab 1902 Oberbürgermeister von Remscheid. Danach ging er als Regierungsrat in den Staatsdienst und wurde Direktor verschiedener Versicherungsämter und Oberregierungsdirektor in Düsseldorf. Bis 1918 war er als Regierungsrat und Direktor des Oberversicherungsamtes in Hildesheim tätig, dann von 1918 bis 1920 als Oberregierungsrat und Direktor beim Danziger und von 1920 bis 1922 beim Düsseldorfer Oberversicherungsamt.

## Ehrungen
- 1906: Goldene Amtskette
- 1909: Roter Adlerorden 4. Klasse